# Сувальська губернія
Сувальська губернія (пол. Gubernia suwalska) — історична адміністративно-територіальна одиниця Російської імперії, одна з губерній Царства Польського Російської імперії. Центр — місто Сувалки. 

## Історія

Сувальська губернія (1910)

У 1867 році Августівська губернія була розділена на Плоцьку та Сувальську губернії. Плоцька губернія відійшла до Польського королівства у складі імперії, Сувальська в більшій частині до тогочасної Литви. Мешканці Сувальської губернії займалася переважно сільським господарством де губернія була однією з провідних по заготівлі сільгосппродукції в Російській імперії.
На початку Першої світової війни губернія була розділена поміж Польщею та Литвою, переважно за етнічною ознакою (за винятком Сопоцькина, який відійшов до Білорусі). Польська частина, відома як Сувальський повіт, була включена до Білостоцького воєводства. Литовський етнографічний регіон Сувальщина отримав названу на честь губернії. На даний момент більша частина території знаходиться у складі Литви (колишні Владиславівський, Волковиський, Кальварійський, Маріямпільський повіти у повному складі, північно-східна частина Сейненського та гміна Моцкава Сувалківського повітів), менша, включаючи колишній губернське місто, в Польщі, незначна частина також належить Білорусі (містечко Сопоцькин колишнього Августівського повіту та довколишня місцина).

## Географія
Площа становила 11028,6 верст² (12550,92 км²).

## Адміністративний поділ
На початок XX століття до складу губернії входило 7 повітів:
| № | Повіт            | Повітове місто          | Площа, верст² | Населення (1897), чол. |
| 1 | Августівський    | Августів (12 743 чол.)  | 1779,0        | 79 214                 |
| 2 | Владиславівський | Владиславів (4595 чол.) | 1558,9        | 67 295                 |
| 3 | Волковиський     | Волковиськ (5788 чол.)  | 1115,7        | 76 883                 |
| 4 | Кальварійський   | Кальварія (9378 чол.)   | 1167,9        | 70 425                 |
| 5 | Маріямпольский   | Маріямполе (6737 чол.)  | 1913,9        | 114 262                |
| 6 | Сейнський        | Сейни (3778 чол.)       | 1994,9        | 81 924                 |
| 7 | Сувальський      | Сувалки (22 648 чол.)   | 1294,0        | 92 910                 |

## Населення
Розподіл за національним склад за переписом 1897 року наведено в таблиці:
| Повіт             | литовці | поляки | євреї  | німці  | білоруси | росіяни |
| Губернія в цілому | 52,2 %  | 23,0 % | 10,1 % | 5,2 %  | 4,6 %    | 4,2 %   |
| Августівський     | …       | 49,1 % | 11,6 % | …      | 32,5 %   | 5,4 %   |
| Владиславівський  | 82,8 %  | 1,3 %  | 7,4 %  | 7,1 %  | …        | …       |
| Волковиський      | 68,7 %  | 3,9 %  | 8,5 %  | 15,9 % | …        | 2,1 %   |
| Кальварійський    | 72,6 %  | 10,1 % | 9,3 %  | 3,6 %  | …        | 3,7 %   |
| Маріампільський   | 77,0 %  | 2,9 %  | 10,3 % | 5,0 %  | …        | 4,0 %   |
| Сейнський         | 59,7 %  | 22,9 % | 11,8 % | 1,2 %  | …        | 4,4 %   |
| Сувальський       | 8,5 %   | 66,8 % | 11,3 % | 4,3 %  | …        | 7,9 %   |